# KSC Halle
Dernière mise à jour : 1er mars 2012.
Le Koninklijke Cercle Halle est un ancien club de football belge, localisé à Hal et qui était porteur du matricule 120.
Selon le libellé de l'en-tête de son courrier dans les années 1920, le club a été fondé en 1916. À l'origine, il est créé dans la commune de Saintes (actuel Province du Brabant wallon), mais il déménage vers Hal, en 1924, où il prend l'appellation de Cercle Sportif Hallois.
En 1972, il adopte un nom en Néerlandais (K. Cercle Halle), mais l'année suivante, il fusionne avec l'autre club de sa ville, la Royale Union Halloise, pour former le K. SK Halle qui conserve le matricule 87 de l'Union. Le matricule 120 est alors "démissionné".
Avant la fusion, ce club évolue durant 21 saisons en séries nationales, dont 4 au deuxième niveau.

## Repères historiques
- 1916 : Fondation de UNION SPORTIVE SAINTOISE
- 1920 : 23/11/1920, UNION SPORTIVE SAINTOISE s'affilie auprès de l'URBSFA.
- 1924 : 04/06/1924, UNION SPORTIVE SAINTOISE prend le nom de CERCLE SPORTIF HALLOIS à la suite de son déménagement vers la commune de Hal.
- 1926 : 21/12/1926, CERCLE SPORTIF HALLOIS se voit attribuer le matricule 120.
- 1932 : CERCLE SPORTIF HALLOIS (120) atteint les séries nationales pour la première fois, mais est relégué au terme de la saison.
- 1935 : 19/06/1935, reconnu "Société Royale", CERCLE SPORTIF HALLOIS (120) adapte son appellation le 03/10/1935 en ROYAL CERCLE SPORTIF HALLOIS (120).
- 1963 : La saison 1963-1964 est la dernière pendant laquelle le ROYAL CERCLE SPORTIF HALLOIS (120) évolue en séries nationales.
- 1972 : 01/07/1972, ROYAL CERCLE SPORTIF HALLOIS (120) adopte une dénomination en Néerlandais et devient le KONINKLIJKE CERCLE HALLE (120).

- 1973 : 01/07/1973, ROYAL CERCLE SPORTIF HALLOIS (120)  fusionne avec ROYALE UNION HALLOISE (87) pour former KONINKLIJKE SPORTKLLUB HALLE (87). Le matricule 120 est démissionné à la même date.

## Histoire
Si l'on se réfère à l'en-tête du courrier officiel du club, pendant les années 1920, on apprend que son année de fondation est 1916, mais sans précision de la date exacte. Le cercle voit le jour sous le nom d'Union Sportive Saintoise dans la commune de Saintes, située dans l'actuelle Province du Brabant wallon. L'US Saintoise s'affilie auprès de l'URBSFA le 23 novembre 1920, elle évolue en "Brun et Bleu" .
Un courrier daté du 30 avril 1924, envoyé à l'URBSFA, par H. Camberlin, secrétaire du club, nous apprend que "(...) notre terrain nous ayant été retiré, nous avons décidé de faire jouer les derniers matchs officiels restants à jouer sur notre nouveau terrain, situé à Hal, rue Biezeweyde (...).
Il rejoint les séries nationales en 1932, dont la Promotion est alors le troisième et dernier niveau. Il n'y reste qu'une saison puis retourne dans les séries régionales. En 1935, il est reconnu Société Royale, titre honorifique attribué à une association existant depuis au moins 25 ans à l'époque. Cette reconnaissance semble indiquer que le club existait déjà en 1910. Un an plus tard, il remonte en Promotion, mais de nouveau, il n'y reste qu'un an.
Le Royal Cercle Sportif Hallois remonte en Promotion en 1938 et cette fois, il décroche le titre directement dans sa série. Il termine avec le même nombre de points que le R. RC Gand et l'AC Hemiksem, mais est sacré champion grâce à une défaite de moins que ses deux concurrents. Le club doit néanmoins attendre deux ans avant de faire ses débuts en Division 1 à cause du déclenchement de la Seconde Guerre mondiale. Il y reste deux saisons, puis retourne en Promotion. Il y gagne à nouveau le titre après un an, également grâce à un plus petit nombre de défaites que le KFC Roulers. Mais de nouveau les combats de la fin du conflit interrompent les compétitions, forçant le club à attendre un an pour effectuer son retour au deuxième niveau national.
Le R. CS Hallois dispute les deux saisons après la guerre en Division 1, puis sont relégués en Promotion. Il ne reviendra plus jamais à ce niveau. Pire encore, il termine dernier de Promotion la saison suivante et est renvoyé vers les séries provinciales. Le club remonte en nationales en 1950. Deux ans plus tard, malgré une dixième place au classement général, le club est relégué vers le nouveau quatrième niveau national, nouvellement créé et qui hérite du nom de Promotion. Trois ans plus tard, le club remporte le titre dans sa série, remontant ainsi en Division 3, quand dans le même temps leurs rivaux de l'Union Halloise sont relégués en première provinciale.
Le retour en Division 3 est de courte durée, les joueurs du R. CS Hallois sont relégués après une seule saison. Ils se maintiennent encore six saisons en Promotion, mais une dernière place en 1962 les renvoient vers les séries provinciales, où ils rejoignent les joueurs de l'Union. Les deux cercles qui ne quittent plus les séries provinciales décident de s'unir. En 1973, les deux rivaux fusionnent pour former le Koninklijke Sportklub Halle. Le nouveau club choisit de conserver le matricule 87 de l'Union, plus ancien. Le matricule 120 du R. CS Hallois est démissionné de la Fédération belge.

## Résultats en séries nationales

### Palmarès
- 2 fois champion de Belgique de troisième division en 1939 et en 1944.
- 1 fois champion de Belgique de Promotion en 1955.

### Bilan en séries nationales
Statistiques clôturées - Club disparu
| Niv | Divisions    | Jouées | Titres | TM Up | TM Down |
| --- | ------------ | ------ | ------ | ----- | ------- |
| I   | 1e nationale | 0      | 0      |       |         |
| II  | 2e nationale | 4      | 0      |       |         |
| III | 3e nationale | 8      | 2      |       |         |
| IV  | 4e nationale | 9      | 1      |       |         |
|     |              |        |        |       |         |
|     | TOTAUX       | 21     | 3      |       |         |

- TM Up= test-match pour départager des égalités, ou toutes formes de Barrages ou de Tour final pour une montée éventuelle.
- TM Down= test-match pour départager des égalités, ou toutes formes de Barrages ou de Tour final pour le maintien.

### Classements
| Ordre | Saison  | Nom du club                   | Niveau                     | Classement final | Remarques                         |
| ----- | ------- | ----------------------------- | -------------------------- | ---------------- | --------------------------------- |
| 1     | 1932-33 | CS Hallois                    | Promotion (D3) série A     | 12e/14           | Relégué !                         |
|       |         |                               |                            |                  | séries régionales                 |
| 2     | 1936-37 | R. CS Hallois                 | Promotion (D3) série C     | 13e/14           | Relégué !                         |
|       |         |                               |                            |                  | séries régionales                 |
| 3     | 1938-39 | R. CS Hallois                 | Promotion (D3) série B     | Champion         | Promu !                           |
|       | 1939-40 |                               | Compétitions arrêtées      |                  |                                   |
|       | 1940-41 |                               | Compétitions régionales    |                  |                                   |
| 4     | 1941-42 | R. CS Hallois                 | Division 1 (D2) série B    | 13e/14           |                                   |
| 5     | 1942-43 | R. CS Hallois                 | Division 1 (D2) série B    | 14e/15           | Relégué !                         |
| 6     | 1943-44 | R. CS Hallois                 | Promotion (D3) série A     | Champion         | Promu !                           |
|       | 1939-40 |                               | Compétitions arrêtées      |                  |                                   |
| 7     | 1945-46 | R. CS Hallois                 | Division 1 (D2) série A    | 8e/17            |                                   |
| 8     | 1946-47 | R. CS Hallois                 | Division 1 (D2) série A    | 17e/17           | Relégué !                         |
| 9     | 1947-48 | R. CS Hallois                 | Promotion (D3) série C     | 16e/16           | Relégué !                         |
|       |         |                               |                            |                  | séries provinciales               |
| 10    | 1950-51 | R. CS Hallois                 | Promotion (D3) série D     | 5e/16            |                                   |
| 11    | 1951-52 | R. CS Hallois                 | Promotion (D3) série A     | 10e/16           | Relégué de Promotion en Promotion |
| 12    | 1952-53 | R. CS Hallois                 | Promotion série D          | 9e/16            |                                   |
| 13    | 1953-54 | R. CS Hallois                 | Promotion série A          | 11e/16           |                                   |
| 14    | 1954-55 | R. CS Hallois                 | Promotion série C          | Champion         | Promu !                           |
| 15    | 1955-56 | R. CS Hallois                 | Division 3 série B         | 15e/16           | Relégué !                         |
| 16    | 1956-57 | R. CS Hallois                 | Promotion série B          | 8e/16            |                                   |
| 17    | 1957-58 | R. CS Hallois                 | Promotion série B          | 5e/16            |                                   |
| 18    | 1958-59 | R. CS Hallois                 | Promotion série B          | 10e/16           |                                   |
| 19    | 1959-60 | R. CS Hallois                 | Promotion série A          | 5e/16            |                                   |
| 20    | 1960-61 | R. CS Hallois                 | Promotion série B          | 8e/16            |                                   |
| 21    | 1961-62 | R. CS Hallois                 | Promotion série A          | 16e/16           | Relégué !                         |
|       |         |                               |                            |                  | séries provinciales               |
|       | 1973    | Fusion avec R. Union Halloise | Le matricule 120 disparaît |                  |                                   |